# Charles Perkins Thompson

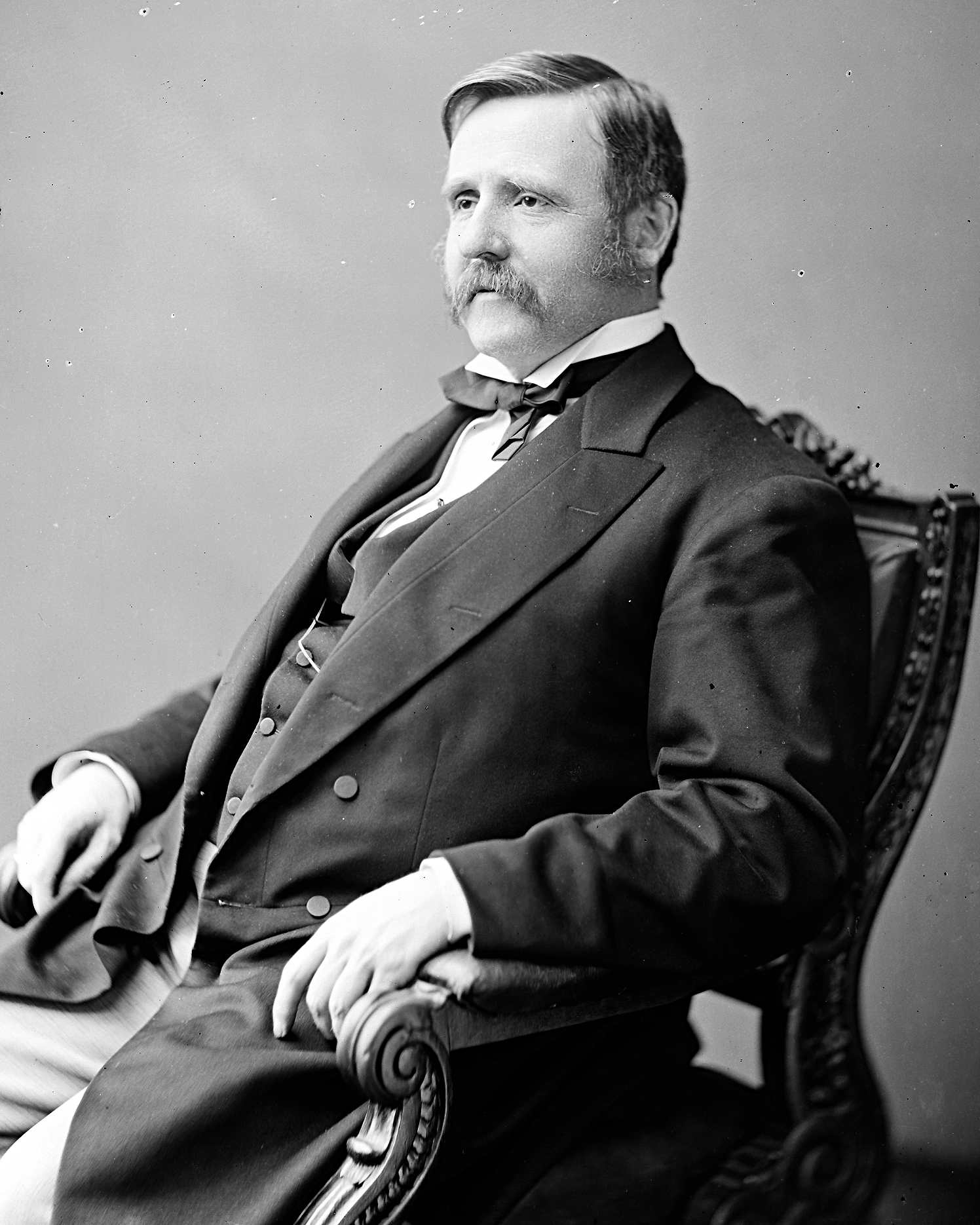
Charles Perkins Thompson

Charles Perkins Thompson (* 30. Juli 1827 in Braintree, Massachusetts; † 19. Januar 1894 in Gloucester, Massachusetts) war ein US-amerikanischer Politiker. Zwischen 1875 und 1877 vertrat er den Bundesstaat Massachusetts im US-Repräsentantenhaus.

## Werdegang
Charles Thompson besuchte die öffentlichen Schulen seiner Heimat und danach das Amherst College. Nach einem anschließenden Jurastudium und seiner 1854 erfolgten Zulassung als Rechtsanwalt begann er ab 1857 in Gloucester in diesem Beruf zu arbeiten.  Zuvor war er von 1855 bis 1857 stellvertretender Bundesstaatsanwalt. Politisch wurde er Mitglied der  Demokratischen Partei. In den Jahren 1871 und 1872 war er Abgeordneter im Repräsentantenhaus von Massachusetts. Im Juli 1872 nahm er als Delegierter an der Democratic National Convention in Baltimore teil, auf der Horace Greeley als Präsidentschaftskandidat nominiert wurde.
Bei den Kongresswahlen des Jahres 1874 wurde Thompson im sechsten Wahlbezirk von Massachusetts in das US-Repräsentantenhaus in Washington, D.C. gewählt, wo er am 4. März 1875 die Nachfolge von Benjamin Franklin Butler antrat. Da er im Jahr 1876 nicht bestätigt wurde, konnte er bis zum 3. März 1877 nur eine Legislaturperiode im Kongress absolvieren. Nach dem Ende seiner Zeit im US-Repräsentantenhaus praktizierte Thompson wieder als Anwalt. Zwischen 1874 und 1879 war er mit Ausnahme des Jahres 1876 juristischer Vertreter der Stadt Gloucester. In den Jahren 1880 und 1881 kandidierte er erfolglos für das Amt des Gouverneurs von Massachusetts. Ab 1885 war Thompson Richter am Superior Court seines Staates. Er starb am 19. Januar 1894 in Gloucester.